# El Cerrito, Villa del Carbón
El Cerrito är en ort i Mexiko.   Den ligger i kommunen Villa del Carbón och delstaten Mexiko, i den sydöstra delen av landet, 50 km nordväst om huvudstaden Mexico City. El Cerrito ligger 2 798 meter över havet och antalet invånare är 671.
Terrängen runt El Cerrito är kuperad. Runt El Cerrito är det tätbefolkat, med 308 invånare per kvadratkilometer. Närmaste större samhälle är Quinto Barrio, 11,0 km sydost om El Cerrito. I omgivningarna runt El Cerrito växer huvudsakligen savannskog.